# Тобиас Сана
Тобиас Тигджани Сана (роден на 17 юли 1989 в Гьотеборг, Швеция) е шведски футболист, играе като крило и се състезава за Аякс. Сана има двойно гражданство, заради корените си от Буркина Фасо.

## Клубна кариера

### Квидинг ФИФ
След като прекарва младежките си години в Мариехолмс и Вестра Фрьорунда, Сана се премества в Квидинг, където започва професионалната си кариера през сезон 2007/08. За Квидинг играе в третото и второто ниво в шведския футбол. Изиграва 28 мача и вкарва 2 гола за отбора си.

### ИФК Гьотеборг
През 2009 г. Сана е привлечен в ИФК Гьотеборг и прави дебюта си в първото ниво на шведския футбол Алсвенскан. Сана има специална клауза в договора, която го праща под наем в бившия му клуб Квидинг. През първата половина на сезон 2012 е твърд титуляр и един от най-добрите играчи на клуба. Въпреки това, Сана вкарва само 2 гола, а клуба му записва разочароващ сезон.

### Аякс
На 1 август 2012 г. Сана подписва 3-годишен договор с холандския гранд Аякс. ИФК Гьотеборг получава сумата от 350 хиляди евро за правата на играча.
На 19 август 2012 г. Сана записва първия си мач като титуляр срещу НЕК Ниймеген и още в него записва първите си два гола за клуба, получавайки и наградата „Играч на мача“.

## Личен живот
Майката на Сана е шведка, а баща му е от Буркина Фасо. Тобиас притежава двойно гражданство и все още не е решил към кой национален отбор да се присъедини. Буркина Фасо вече изявиха желанието си да играе за тях, но самият Тобиас също изрази своето желание да играе за страната, в която е роден - Швеция.